# Figurer i The Simpsons
Herunder følger en liste over alle de jævnligt tilbagevendende figurer i tv-serien The Simpsons.

## Familien Simpson
- Homer Simpson (far)
- Marge Simpson (mor)
- Bart Simpson (søn)
- Lisa Simpson (ældste datter)
- Maggie Simpson (yngste datter)

## Slægtninge til familien Simpson
- Abraham Simpson (Homer Simpsons far)
- Mona Simpson (Homer Simpsons mor)
- Amber Simpson (Homer Simpsons eks-kone fra Las Vegas)
- Abbie (Homer Simpsons tykke halvsøster fra England)
- Herbert Powell (Homer Simpsons rige halvbror)
- Cyrus Simpson (Homer Simpsons farbror)
- Bill Simpson (Homer Simpsons kommunistiske farbror)
- Hortense Simpson (Homer Simpsons afdøde tante)
- Jacqueline Bouvier (Marge Simpsons mor)
- Clancy Bouvier (Marge Simpsons far)
- Patty Bouvier (en af Marge Simpsons to søstre – bor sammen med Selma Bouvier)
- Selma Bouvier (den anden af Marge Simpsons to søstre – bor sammen med Patty Bouvier, har adopteret Ling fra Kina)
- Gladys Bouvier (Marge Simpsons tante)
- Maggie Simpson (Barts og Lisas lille søster)

## Kæledyr
- Snowball II (familien Simpsons kat)
- Snowball I (familiens Simpsons gamle kat)
- Santa's Little Helper (familien Simpsons hund)
- Plopper (Homers nye kælegris i The Simpsons Movie)

## Springfield Nuclear Power Plant
- Mr. Burns ("Monty" eller Charles Montgomery Burns, atomkraftværkets direktør og ejer, meget gammel (103/det siges at han er 87 år), grådig og rig)
- Waylon Smithers (Mr. Burns' homoseksuelle assistent)
- Lenny Leonard (Homer Simpsons kollega med den nasale stemme)
- Carl Carlson (Homer Simpsons farvede kollega)
- Frank Grimes (uheldig kollega til Homer, hvilket i sidste ende koster hans liv)

## Springfield Elementary
- Gary Chalmers (distriktchef for Springfield Elementary)
- Seymour Skinner – hedder "i virkeligheden" Armin Tamzarian (rektor på Bart og Lisa Simpsons skole)
- Edna Krabappel (Barts lærer)
- Elizabeth Hoover (Lisas alkoholiserede lærer)
- Dewey Largo (Lisas musiklærer)
- Brunella Pommelhors (skolens stille gymnastiklærer)
- Træner Krupt (vikarierede for Pommelhors)
- Audrey McConnell (Klasselærer for tredje klasse og er meget optimistisk)
- Mr. Glascock (Vikar på Springfields Elementary)
- Otto Mann (musikglad skolebuschaffør) Otto er Springfield Elementary Schools buschauffør. Han ryger pot og andre stoffer. Han går hele tiden rundt med en walkman. Han er en meget stor fan af rock'n roll og hører bands som Led Zeppelin, The Who, Metallica, Poison osv. Han har også været fangevogter på et tidligere kunstmuseum, der blev lavet til fængsel. han byttede sin urinprøve med Homer Simpson for at bestå. Ottos passion for heavy metal bekræftes, da han bliver stillet et ultimatum mellem hans forlovede og metallen, hvor der ikke går mere end et splitsekund, før han er flygtet fra brylluppet i skolebussen. Hans stemme er indtalt af Harry Shearer.
- Groundskeeper Willie (hidsig, skotsk pedel)
- Lunch Lady Doris (kæderygende kantinedame)
- Milhouse Van Houten (Barts bedste ven)
- Martin Prince (en dengse i Barts klasse, som alle lærerne kan lide)
- Nelson Muntz (en bølle, som mobber de andre børn)
- Jimbo Jones (hans rigtige navn er Corky – også en bølle)
- Sherri og Terri (identiske tvillinger der går i Lisa Simpsons klasse) De har lilla hår og går i lilla tøj og sjipper for det meste. De driller Lisa og følger med de populære på skolen, Sprinfield Elementary. De spiller i skolebandet på tværfløjte.
- Ralph Wiggum (Clancy Wiggums søn, der anses for at være ret dum)
- Üter (Üter er en udveklingsstudent fra Schweiz)

## Moe's Tavern
- Moe Szyslak (en af Homer Simpsons venner, som bestyrer baren Moe's Tavern)
- Barney Gumble (alkoholiker, Homer Simpsons bedste ven, stamgæst på Moe's Tavern)

## Familien Flanders
- Ned Flanders (Simpson-familiens kristne nabo)
- Maude Flanders (Ned Flanders' afdøde kone)
- Rod Flanders (Ned Flanders' søn)
- Todd Flanders (Ned Flanders' søn)

## Familien Lovejoy

### Timothy Lovejoy
Pastor Timothy "Tim" Lovejoy prædiker i den fiktive by Springfield og optræder i de fleste af afsnittene.
Han er meget glad for modeltog og meget træt af den ivrige kirkegænger og meget troende Ned Flanders, som har for vane altid at ringe til ham om de mest åndsvage ting, såsom: "Min fod kom til at snitte en penis, ved stranden i dag, hvad skal jeg gøre". Under sine prædikener får han tit folk til at falde i søvn med sin dybe og meget rolige stemme.
I et afsnit blev han meget desperat, da alle byens kristne var blevet optaget i en kult. Dette fik ham til at overveje ligefrem at brænde kirken ned.
Hans stemme er indtalt af Harry Shearer.

### Helen Lovejoy
Hun er Timothy Lovejoys ydmyge kone. Hun elsker at sladre om andre og kan ikke holde på hemmeligheder. Maggie Roswell lægger stemme til hende. Da Roswell forlod serien blev Helen til en baggrundsfigur, som mest figurerede i gruppescener.

### Jessica Lovejoy
Hun er datter af præsten Timothy Lovejoy. Bart Simpson faldt for hende på et tidspunkt, men hun gav ham kun problemer. Hun lyver, snyder og stjæler, men hendes far vil ikke indse det. Hun gør det for at få opmærksomhed. Jessica kan sno alle drenge om sin lillefinger.
Meryl Streep, lægger stemme til Jessica Lovejoy.

## Familien Van Houten
- Kirk Van Houten (Far til Milhouse og skilt fra Luann)
- Luann Van Houten (mor til Milhouse og skilt fra Kirk)
- Milhouse Mussolini Van Houten
- Grandpa Van Houten
- Sophie "Nana" Van Houten (Kirks mor)
- Norbert Van Houten (Milhouses danske onkel)

## Butiksindehavere i Springfield
- Apu Nahasapeemapetilon (ejer af supermarkedet Kwik-E-Mart, kommer oprindeligt fra Indien)
- Comic Book Guy (Springfields "nørd", som ejer en tegneseriebutik. Hedder virkelig Jeff Albertson)
- Luigi (ejer af en italiensk restaurant i Springfield) Han kan faktisk ikke tale italiensk, han prøver bare at tale med accent, han bruger Millhouse som oversætter, som faktisk kan tale flydende italiensk.
- Akira (ejer af en japansk restaurant i Springfield) Japansk sushikok der sammen med andre resturantejere i springfield har prøvet at dræbe Homer efter han kritiserede deres mad, da han var madkritiker.
- Gil Gunderson (ejendomsmægler, julemand i storcenteret bilhandler nogle gange arbejdsløs og meget andet)

## Læger, videnskabsmænd og jurister
- Dr. Julius Hibbert (Simpson-familiens læge) Han er gift med Bernice Hibbert der er alkoholiker og griner i nogle afsnit på sære og upassende tidspunkter ligesom sin mand.
- Dr. Nick Riviera (kvaksalver) Han er kirurg og er væsentligt billigere end læger som Dr. Julius Hibbert, men han er dog heller ikke så professionel til sit erhverv. Han lærte at foretage operationer ved hjælp af et videobånd og hans eneste minde fra lægestudiet er festerne. Han er en kvaksalver. I et afsnit må Lisa Simpson endda hjælpe Dr. Nick Riviera, da han har problemer med at gennemføre Homer Simpsons hjerteoperation.  Han er dog meget god til at finde på skader og sygdomme der ikke findes. Bare så han kan få folk til betale lidt ekstra. Hans klinik er placeret i Springfields butikscenter. Når han er med i et afsnit, siger han altid "Hi, everybody." Han dør i The Simpsons Movie Hans stemme indtales af Hank Azaria
- Professor Frink (smågal opfinder)
- Lionel Hutz (billig og upålidelig advokat)
- Constance Harm (streng kvindelig dommer) Som navnet hentyder ikke flink, har på et tidspunkt lavet en straf der bandt Bart og Homer sammen.
- Dr. Marvin Monroe (psykiater) Skulle angiveligt være død og hans gravsten står også på kirkegården, men han forklarer det med, at han var meget syg. Han har prøvet at hjælpe Simpson med chokterapi men det reulterede i en mørklægning af byen.
- Roy Snyder (dommer som har været involveret i flere af Simpson-familiens retssager)

## Kriminelle i Springfield
- Sideshow Bob – Robert Terwilliger (Krusty the Clowns tidligere hjælper, forsøger gentagne gange at dræbe Bart Simpson)
- Snake Jailbird – tidligere kendt som Jailbird (Springfields altmuligmand inden for småkriminalitet) Snake er en notorisk forbryder og er fængslet i flere episoder, selvom han ofte slipper fri (en satirisk kommentar til åbne fængsler). Hans stemme er indtalt af Hank Azaria.
- Frank Grimes Junior (prøver at hævne sin far Frink Grimes' død ved et mislykket mordforsøg på Homer Simpson)
- Cecil Terwilliger (Sideshow Bobs onde bror, der vil oversvømme Springfield)

## Springfields Mafia
- Fat Tony (Springfield mafiaoverhoved)
- Louie (en af Fat Tonys håndlangere)
- Legs (en af Fat Tonys håndlangere)Både en håndlanger og mafialæge, han syede på et tidspunkt Homers tommelfinger på.
- Joey (en af Fat Tonys håndlangere)
- Johnny Tightlips (en del af Springfields mafiaverden, ikke så snakkesalig)
- Frankie "The Squealer" (en del af Springfields mafiaverden, kendt som stikker)

## Offentligt ansatte
- Diamond Joe Quimby (borgmester)
- Clancy Wiggum (politichef)
- Lou (en af Sprigfields få betjente)
- Ed (en af Springfields få betjente)

## Berømtheder og tv-personligheder
- Kent Brockman (nyhedsoplæser fra tv i Springfield) Rig nyhedsoplæser, er meget opblæst og bor i et kæmpe hus.
- Arnie Pie (nyhedsreporter) Nyhedsreporter i helikopter. Kan ikke lide Kent for han tjener meget mere og gør næsten ingenting, fornærmer ham næsten hver gang Kent taler til ham. Også kendt som "Pie in the sky".
- Rainier Wolfcastle (Arnold Schwarzenegger-parodi; kendt for rollen som actionhelten McBain)
- Krusty the Klown – Herschel Krustofski (klovn med eget tv-show, Barts store idol)
- Sideshow Mel (Krustys nuværende medhjælper, efterfulgte Sideshow Bob)
- Troy McClure (afdanket tv- og filmskuespiller)
- Itchy The Mouse (voldelig tegnefilmsmus)
- Scratchy The Cat (voldelig tegnefilmskat)
- Roger Meyers, Sr. (den påståede skaber af Itchy & Scratchy) Man mener at han stjal sine figurer undtagen en tændstikfigur som senere blev postvæsnets logo som de senere sagsøgte efter de var gået fallit.
- Roger Meyers, Jr. (den nuværende direktør for selskabet bag Itchy & Scratchy) Er egentlig ikke glad for børn, vil kun tjene penge og opbevare sin far nedfrosset.
- Bumblebee Man (spansktalende entertainer i bikostume)
- Bleeding Gums Murphy (jazzmusiker, er nu død)
- Duffman (Duff-bryggeriets maskot)
- Poochie the Dog  optådte for første og eneste gang indtil videre i sæson 9. Poochie er en fiktiv person i tegneserien Itchy og Scratchy. Poochie kom til verden, fordi showet var begyndt at miste seertal. Han var kun med i én episode. Det var Homer Simpson, der lagde stemme til Poochie.

## Andre
- Artie Ziff (Marges tidligere date, nu mangemillionær)
- Cletus Spuckler (bondeknold) Cletus Spuckler eller Cletus Del Roy, bedst kendt som Cletus The Slack-Jawed Yokel, er Springfields gennemførte farmer, som både ser lidt speciel ud – men så sandelig også er det. Han er speciel på den måde, at han og hans kone Brandine bor i et skur lidt uden for Springfield og kan finde på at skyde dem, der nærmer sig. Faktisk er Brandine, Cletus' kone, også Cletus' søster, så derfor er der ingen tvivl om, hvorfor alle deres 26 børn ikke er normale. Cletus har en hund, som han kalder Geech. Cletus har også en kusine, der hedder Merle.
- Hans Moleman (evigt uheldig mulvarpelignende indbygger)
- Jasper Beardley (gammel mand med et långt, gråt skæg og Grandpas bedste ven)
- Cookie Kwan (koreansk ejendomsmægler)
- Kang & Kodos (to rumvæsner, der typisk dukker op i halloweenafsnittene)
- Disco Stu (discoelskende mand)
- Den Rige Texaner Pistolelskende, republikansk texaner
- Crazy Cat Lady (En skør ældre dame, der er besat af katte)